# Hans Hässig
Hans Hässig (* 28. Januar 1860 in Aarau; † 23. November 1936 ebenda) war ein Schweizer Politiker (FDP). Er war von 1894 bis 1924 Mitglied des Grossen Rates des Kantons Aargau und von 1907 bis 1932 Stadtpräsident von Aarau.

## Biografie
Der Sohn von Johann Friedrich Hässig und Maria Hilfiker entstammte einer wohlhabenden, alteingesessenen Aarauer Metzgerfamilie. Zwei Jahre später war er nach dem Tod der Mutter Halbwaise. Hässig absolvierte in Aarau die Kantonsschule und studierte anschliessend Theologie an den Universitäten Zürich, Basel und Tübingen. Das Mitglied der Zofingia musste das Studium nach dem Tod seines Vaters und aus gesundheitlichen Gründen abbrechen.
Da er nicht mehr reformierter Pfarrer werden konnte, suchte Hässig nach anderen Möglichkeiten, sich in den Dienst der Allgemeinheit zu stellen. Ab 1884 war er Aktuar und Vizepräsident einer Kommission zur Gründung einer Anstalt für schwach Begabte, die fünf Jahre später im Schloss Biberstein ihren Betrieb aufnahm. Ebenso war er Bibliothekar der von der Lesegesellschaft geführten Stadtbibliothek. 1888/89 übernahm Hässig zahlreiche weitere Aufgaben: Vorstandsmitglied der Kulturgesellschaft und des Armenerziehungsvereins des Bezirks Aarau, Mitglied des Hilfsvereins für arme Geisteskranke und der aargauischen Bibelgesellschaft sowie Kommissionsmitglied der Erziehungsanstalt im Schloss Kasteln (von 1897 bis 1936 als Präsident). Ebenso war er von 1898 bis 1930 Präsident der reformierten Kirchenpflege Aarau und von 1902 bis 1910 Vorsitzender des reformierten Kirchenrates Aargau; Mitglied der Synode blieb er bis 1933.
Hässigs politische Karriere begann 1889 mit der Wahl in den Aarauer Gemeinderat, woraufhin er für das Waisen- und Armenwesen zuständig war. Damit verbunden war die Übernahme weiterer Ämter wie jene des Bezirksschulinspektors und des Präsidenten der Aarauer Schulpflege. Darüber hinaus war er Mitglied der Aufsichtskommissionen der Erziehungsanstalten Olsberg und Aarburg sowie Kassier des Aarauer Lehrerinnenseminars. Ab 1901 war Hässig Mitglied des Verwaltungsrates des Aargauer Tagblatts, ab von 1903 bis 1907 dessen Präsident. 1894 wurde Hässig als Kandidat der Freisinnigen in den Grossen Rat gewählt, dem er bis 1925 angehörte und den er 1912/13 präsidierte. Weitgehend oppositionslos erfolgte 1907 seine Wahl zum Stadtammann von Aarau. Neben repräsentativen Aufgaben war er insbesondere für das Schulressort zuständig. Neuerungen während seiner Amtszeit waren die Unentgeltlichkeit der Lehrmittel, die elektrische Beleuchtung der Schulzimmer und der Bau des Zelglischulhauses für die Bezirksschule. Sein Amt zog zahlreiche weitere Verpflichtungen nach sich, z. B. als Verwaltungsratsmitglied der Wynental- und Suhrentalbahn und der Elektrizitätswerke Aarau.
Hässig blieb ledig und hatte keine Nachkommen. Er verwendete sein stattliches Vermögen dazu, zahlreiche wohltätige Stiftungen finanziell zu unterstützen. 1932 trat er als Stadtammann zurück. Als Haupterbin setzte er die Stadt Aarau ein, sämtliche Legate hatten gemeinnützigen Charakter. Nach ihm ist in Aarau eine Strasse benannt. Sein schriftlicher Nachlass ist im Besitz des Staatsarchivs Aargau.